# Bisdom Málaga-Soatá
Het bisdom Málaga-Soatá (Latijn: Dioecesis Malagensis-Soatensis) is een rooms-katholiek bisdom met als zetels Málaga en Soatá, in Colombia. Het bisdom is suffragaan aan het aartsbisdom Bucaramanga. 

## Geschiedenis
Het bisdom werd opgericht op 7 juli 1987, uit delen van het aartsbisdom Bucaramanga en het bisdom Duitama.

## Parochies
Het bisdom had in 2021 een oppervlakte van 7.466 km2 en telde 189.675 inwoners waarvan 94,6% rooms-katholiek was.  

## Bisschoppen
- Hernán Giraldo Jaramillo (7 juli 1987 - 19 januari 2001)
- Darío de Jesús Monsalve Mejía (25 juli 2001 - 3 juni 2010)
- Víctor Manuel Ochoa Cadavid (24 januari 2011 - 24 juli 2015)
  - Misael Vacca Ramirez (apostolisch administrator: 15 augustus 2015 - 1 oktober 2016)
- José Libardo Garcés Monsalve (29 juni 2016 - 4 oktober 2021)
- Félix María Ramírez Barajas (16 juli 2022 - heden)

## Galerij van afbeeldingen

Wapen van het bisdom Málaga-Soatá
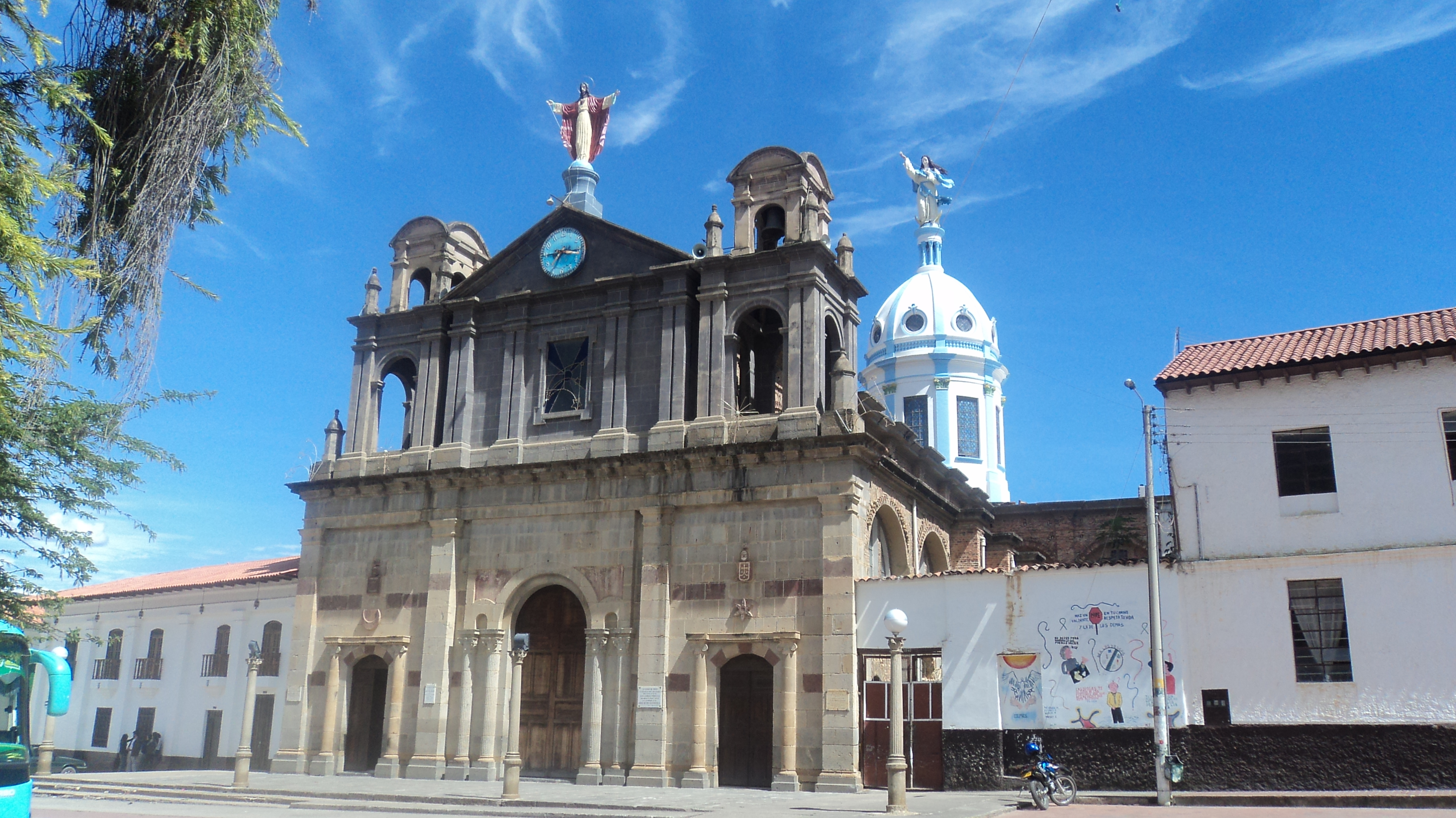
Cokathedraal van Soatá

Bucaramanga (aartsbisdom) · Barrancabermeja · Málaga-Soatá · Socorro y San Gil · Vélez